# Zambo
Zambo (fra spansk Zambo "en hjulbenet person"), er en forældet og ofte nedsættende benævnelse for individer af blandet herkomst. Oprindeligt betegnede udtrykket afkommet af en sort person og en indianer, men blev i bl.a. Danmark også betegnelsen for en afkom efter sorte og mulatter.
Udtrykket var benyttet af det spanske koloniimperium og indgik i det spanske casta-system, der blev benyttet til raceinddeling af koloniernes indbyggere.
I USA blev betegnelsen Sambo benyttet.